# Oncidium chrysothyrsus
Oncidium chrysothyrsus  es una especie de orquídea epifita. Es nativa del sudeste de Brasil.
Es un sinónimo de Oncidium bifolium según el Real Jardín Botánico de Kew.

## Sinonimia
- Oncidium bifolium Sims (1812)